# Pražman chaluhový
Pražman chaluhový (Calamus arctifrons) je paprskoploutvá ryba z čeledi mořanovití (Sparidae). Pražman chaluhový váží až 10 kg.
Druh byl popsán roku 1882 ichtyology Georgem Brownem Goodem a Tarletonem Hoffmanem Beanem.

## Popis a výskyt
Maximální délka ryby je 25 cm.
Tělo oválné, zploštělé, světle olivové barvy. Nevýrazný perleťově modrý pruh pod okem a se stejnými pruhy nad okem. Výrazná tmavá skvrna na boční straně. Tmavé pruhy na hřbetu a břichu. Ocasní ploutev s pruhy.
Byla nalezena ve vodách západního středního Atlantiku: od jižní Floridy po Louisianu, východní Mexický záliv. Obývá chaluhové porosty. Mláďata tvoří malé školky. Jedná se o jedlou rybu.